# Fußball-Weltmeisterschaft 1978/Mexiko
Dieser Artikel behandelt die mexikanische Fußballnationalmannschaft bei der Fußball-Weltmeisterschaft 1978.

## Qualifikation

### Nordamerikazone
| Vereinigte Staaten | - | Mexiko             | 0:0 |                                    |
| Kanada             | - | Mexiko             | 1:0 | Parsons 32'                        |
| Mexiko             | - | Vereinigte Staaten | 3:0 | Solís 28', Álvarez 40', Dávila 83' |
| Mexiko             | - | Kanada             | 0:0 |                                    |

### Finalrunde
| Mexiko | - | Haiti       | 4:1 | Sánchez 1', Rangel 46' 70' 82' / Auguste 78'                                           |
| Mexiko | - | El Salvador | 3:1 | Cárdenas 36', Rangel 59' 90' / Huezo 75'                                               |
| Mexiko | - | Surinam     | 8:1 | Rangel 24', Isiordia 37' 49', Sánchez 39' 90', Jiménez 73' 84', Chávez 80' / Schal 23' |
| Mexiko | - | Guatemala   | 2:1 | Vázquez Ayala 28', Cárdenas 81' / Mitrovich 44'                                        |
| Mexiko | - | Kanada      | 3:1 | Guzmán 31' 40', Sánchez 65' / Parsons 9'                                               |

## Mexikanisches Aufgebot
| Nummer / Name | Nummer / Name        | Damaliger Verein           | Geburtstag | Länderspiele |
| Torhüter      | Torhüter             | Torhüter                   | Torhüter   | Torhüter     |
| ------------- | -------------------- | -------------------------- | ---------- | ------------ |
| 1             | José Pilar Reyes     | UANL Tigres                | 12.10.1955 |              |
| 22            | Pedro Soto           | Club América               | 22.10.1952 |              |
| Abwehr        |                      |                            |            |              |
| 2             | Manuel Nájera        | Universidad de Guadalajara | 20.12.1952 |              |
| 3             | Alfredo Tena         | Club América               | 21.11.1956 |              |
| 4             | Eduardo Ramos        | Deportivo Guadalajara      | 08.11.1949 |              |
| 5             | Arturo Vázquez Ayala | UNAM Pumas                 | 26.06.1949 |              |
| 12            | Jesús Martínez       | Club América               | 07.06.1952 |              |
| 13            | Rigoberto Cisneros   | Deportivo Toluca           | 15.08.1953 |              |
| 14            | Carlos Gómez         | Club León                  | 16.07.1952 |              |
| 15            | Ignacio Flores       | CD Cruz Azul               | 31.07.1953 |              |
| Mittelfeld    |                      |                            |            |              |
| 6             | Guillermo Mendizábal | CD Cruz Azul               | 08.10.1954 |              |
| 7             | Antonio de la Torre  | Club América               | 21.09.1951 |              |
| 16            | Javier Cárdenas      | Deportivo Toluca           | 08.12.1952 |              |
| 17            | Leonardo Cuéllar     | UNAM Pumas                 | 14.01.1952 |              |
| 18            | Gerardo Lugo         | CF Atlante                 | 13.03.1955 |              |
| Angriff       |                      |                            |            |              |
| 8             | Enrique López Zarza  | UNAM Pumas                 | 25.10.1957 |              |
| 9             | Víctor Rangel        | Deportivo Guadalajara      | 11.03.1957 |              |
| 10            | Cristóbal Ortega     | Club América               | 25.07.1956 |              |
| 11            | Hugo Sánchez         | UNAM Pumas                 | 11.07.1958 |              |
| 19            | Hugo René Rodríguez  | CF Laguna                  | 14.03.1959 |              |
| 20            | Mario Medina         | Deportivo Toluca           | 02.09.1952 |              |
| 21            | Raúl Isiordia        | Atlético Español México    | 22.12.1952 |              |
| Trainer       |                      |                            |            |              |
|               | José Antonio Roca    |                            | 24.05.1928 |              |

## Spiele der mexikanischen Mannschaft
Nachdem die Mexikaner bei den ersten Weltmeisterschaftsteilnahmen nur Kanonenfutter waren, erwuchsen sie in den 1960er Jahren zu einem ernstzunehmenden Gegner und erreichten bei der im eigenen Land ausgetragenen WM 1970 erstmals die Zwischenrunde. Doch markierte dieser bis dahin größte Erfolg der Nationalmannschaft zugleich eine Rückkehr in längst überwunden geglaubte Zeiten. Schlimmer noch: Hatte Mexiko bis dahin zumindest die Konkurrenten der CONCACAF beherrscht, konnte man sich 1974 – zum ersten Mal nach 1934 – nicht einmal für die WM-Endrunde qualifizieren. 1982 scheiterte „el Tri“ erneut in der Qualifikation und nachdem man sich in der Qualifikation zur zwischenzeitlich ausgetragenen WM 1978 nach erheblichen Anlaufschwierigkeiten (4-4 Punkte in der Nordamerika-Gruppe mit den USA und Kanada) schließlich in der CONCACAF-Finalrunde erfolgreich mit 10-0 Punkten und 20:5 Toren durchgesetzt hatte, scheiterte man umso erbärmlicher in der WM-Vorrundengruppe. Es war allein aufgrund der Bilanz von 2:12 Toren und 0-6 Punkten der desolateste WM-Auftritt der Mexikaner überhaupt.
Dabei hatten die Mexikaner sich ganz gute Chancen ausgerechnet, die Vorrunde überstehen zu können. Immerhin war man davon ausgegangen, zumindest den WM-Neuling Tunesien hinter sich lassen zu können. Und vielleicht war ja noch mehr drin? Zumindest Nationaltrainer Roca machte vor Turnierbeginn auf Optimismus: „Wir werden mehr erreichen als man uns zutraut.“ Doch was die Mannschaft dann ablieferte, war weit weniger, als man in der Heimat erwartet hatte. Die Presse zerriss die Mannschaft förmlich und ließ sich teilweise sogar zu abschätzigem Spott hinreißen, während enttäuschte Fans dem Fußballverband eine Bombendrohung zukommen ließen und andere gegenüber den Angehörigen der Spieler aggressiv wurden. So wurde zum Beispiel die Familie von „Gonini“ Vázquez Ayala am Telefon beleidigt und sein Auto zerkratzt.

### Erste Runde
- Tunesien –  Mexiko 3:1 (0:1)

Stadion: Estadio Gigante de Arroyito (Rosario)
Zuschauer: 17.396
Schiedsrichter: Gordon (Schottland)
Tore: 0:1 Vázquez Ayala (45.) (11m), 1:1 Kaabi (55.), 2:1 Ghommidh (79.), 3:1 Dhouib (87.)
Schon in ihrem Eröffnungsspiel gegen den WM-Neuling Tunesien enttäuschten die Mexikaner auf der ganzen Linie. Das einzig positive war das Halbzeitergebnis. Nach einer an Torszenen armen ersten Halbzeit flankte Antonio de la Torre in der 45. Minute von halblinks in den Strafraum der Tunesier, wo deren Verteidiger Jebali ungeschickt agierte und den Ball an seine linke Hand bekam. Den fälligen Elfmeter verwandelte Arturo Vázquez Ayala zur Pausenführung der Mexikaner, die dann in der zweiten Halbzeit ihr blaues Wunder erlebten. In der 55. Minute erzielte Ali Kaabi mit einem strammen Schuss aus 15 Metern ins linke untere Toreck den Ausgleich, bevor die Tunesier das Spiel in der Schlussphase drehten. Beim 2:1 in der 79. Minute lief Néjib Ghommidh ebenso unbedrängt durch den mexikanischen Strafraum wie Mokhtar Dhouib acht Minuten später. Während Ghommidh sich auf der linken Seite durchgesetzt hatte und Reyes mit einem Flachschuss überwand, lief Dhouib ungehindert durch die rechte Strafraumseite und hob den Ball zum 3:1-Endstand über den herausstürzenden Torwart der Mexikaner.
- Deutschland –  Mexiko 6:0 (4:0)

Stadion: Estadio Chateau Carreras (Córdoba)
Zuschauer: 35.258
Schiedsrichter: Bouzo (Syrien)
Tore: 1:0 D. Müller (15.), 2:0 H. Müller (30.), 3:0 Rummenigge (38.), 4:0 Flohe (44.), 5:0 Rummenigge (73.), 6:0 Flohe (89.)
In der Anfangsphase gestaltete sich das Spiel noch offen. Die Mexikaner begannen mit einem Weitschuss aus 25 Metern, der in Maiers Armen landete. Der erste Warnschuss der Deutschen ging am Tor vorbei. Auch der nächste Fernschuss der Mexikaner stellte Maier vor keinerlei Probleme. Nach 15 Minuten zog Dieter Müller aus knapp 22 Metern ab und überwand Torwart Reyes mit einem strammen Schuss. Wenige Minuten später folgte die schönste Szene der Mexikaner in diesem Spiel, als Hugo Sánchez eine Flanke am Elfmeterpunkt per Fallrückzieher aufnahm, das Tor aber deutlich verfehlte. In der 26. Minute legte Heinz Flohe den Ball mit einem genialen Kurzpass auf Hansi Müller, der allein aufs Tor zugehen konnte und aus fünf Metern unbedrängt ins lange Ecke einschob. Als die Mexikaner in der 38. Minute etwa 30 Meter vor dem deutschen Tor unnötigerweise den Ball an Karl-Heinz Rummenigge verloren, rannte dieser völlig unbedrängt über die Distanz von rund 60 Metern und schob den Ball aus etwa elf Metern Torentfernung am herausstürzenden Reyes vorbei zum 3:0. Bei dieser Aktion touchierte Rummenigge den mexikanischen Schlussmann mit der Schuhspitze am Knie und verletzte ihn dadurch. Reyes musste das Spielfeld verlassen und wurde durch Pedro Soto ersetzt, der bereits eine Minute nach seiner Einwechslung gegen einen aus 25 Metern abgefeuerten Schuss von Flohe machtlos war. Bereits zur Pause war das Spiel entschieden.
Hätten die Deutschen in der zweiten Halbzeit nicht noch eine Reihe erstklassiger Chancen vergeben, wäre die höchste Niederlage in der WM-Geschichte der Mexikaner weitaus deutlicher ausgefallen. So aber kam „el Tri“ mit dem 0:6 noch relativ glimpflich davon. Immerhin konnte die deutsche Mannschaft, die bei dieser WM in insgesamt sechs Spielen keinen weiteren Sieg mehr einfahren konnte, im Strafraum der Mexikaner beinahe ungestört nach Belieben kombinieren.
- Polen –  Mexiko 3:1 (1:0)

Stadion: Estadio Gigante de Arroyito (Rosario)
Zuschauer: 22.651
Schiedsrichter: Namdar (Iran)
Tore: 1:0 Boniek (43.), 1:1 Rangel (52.), 2:1 Deyna (56.), 3:1 Boniek (84.)
Im letzten Gruppenspiel, als „el Tri“ bereits ausgeschieden war, zeigten die Kicker aus dem Reich der Azteken ihre beste Leistung bei diesem Turnier. Sie hatten die erste Chance nach einem Freistoß von Cuéllar mit anschließendem Kopfball von Sánchez, der aber übers Tor ging. Unmittelbar vor dem Pausenpfiff schloss Boniek einen mustergültigen Angriff der Polen ab, der von Deyna eingeläutet wurde und über Lato zu ihm gelangte. Kurz nach der Pause schlugen die Mexikaner zurück und schafften bei ihrem schönsten Angriff während des gesamten Turniers den Ausgleich, als Flores sich auf der rechten Seite durchsetzte und Rangel bediente, der den Ball unbedrängt im Fünfmeterraum annehmen konnte und Torwart Tomaszewski keine Abwehrchance ließ. Kurz darauf hatten die Mexikaner eine Riesenchance zur Führung, die sie jedoch nicht nutzen konnten. Im Gegenzug traf Polen nach einem Pressschlag in der mexikanischen Hintermannschaft, der Deyna vor den Füßen landete. Mit einem präzisen und harten Schuss ließ er dem mexikanischen Schlussmann Soto aus 20 Metern keine Abwehrschance. Danach überschlugen sich die Ereignisse. Mexiko hatte noch drei gute Torchancen, die allesamt von einem glänzend aufgelegten Tomaszewski pariert wurden. Auf der anderen Seite setzte Boniek in der 84. Minute den Schlusspunkt mit einem Fernschuss aus 25 Metern in den Winkel.